# چیلا (آنگولا)
چیلا (به لاتین: Chila) یک منطقهٔ مسکونی در آنگولا است که در استان بنگوئلا واقع شده‌است.